# Грци у Србији
Грци у Србији су грађани Србије грчке етничке припадности.

## Пописи Србије
- 1948: 694[1]
- 1953: 1.279
- 1961: 1.178
- 1971: 840
- 1981: 757
- 1991: 916
- 2002: 572
- 2011: 725[2]